# Distrikt Saurama
Der Distrikt Saurama liegt in der Provinz Vilcas Huamán in der Region Ayacucho in Südzentral-Peru. Der Distrikt wurde am 19. Februar 1986 gegründet. Er besitzt eine Fläche von 89,2 km². Beim Zensus 2017 wurden 1115 Einwohner gezählt. Im Jahr 1993 lag die Einwohnerzahl bei 1647, im Jahr 2007 bei 1464. Sitz der Distriktverwaltung ist die 3540 m hoch gelegene Ortschaft Saurama mit 251 Einwohnern (Stand 2017). Saurama liegt knapp 22 km ostsüdöstlich der Provinzhauptstadt Vilcas Huamán.

## Geographische Lage
Der Distrikt Saurama liegt im Andenhochland im Südosten der Provinz Vilcas Huamán. Der Río Pampas umfließt den Distrikt im Süden und im Osten.
Der Distrikt Saurama grenzt im Südwesten an den Distrikt Carhuanca, im Nordwesten an den Distrikt Huambalpa, im Norden an den Distrikt Vilcas Huamán, im Osten an die Distrikte Cocharcas und Uranmarca (Provinz Chincheros) sowie im Süden an den Distrikt San Antonio de Cachi (Provinz Andahuaylas).

## Ortschaften
Neben dem Hauptort gibt es folgende größere Ortschaften im Distrikt:
- Contay
- Inmaculada Huallhua
- Muchkapata
- Pramadera
- Puyachi
- Santa Rosa de Huaracascca